# Lech Koziejowski
Lech Koziejowski (Varsó, 1949. április 3. –) olimpiai bajnok lengyel tőrvívó.